# 尾関正爾
尾関 正爾（おぜき まさじ、1909年 - 1998年12月11日）は、旧岐阜県羽島郡川島町（現各務原市）の町長。旧川島町名誉町民。

## 年譜
- 1930年（昭和5年）：陸軍士官学校卒業（第42期）。
- 1938年（昭和13年）：陸軍大学校卒業（第51期）。卒業時の階級は歩兵大尉。
- 1945年（昭和20年）：北支那方面軍参謀として終戦を迎える。最終階級は中佐。
- 1948年（昭和23年）頃：岐阜県羽島郡川島村（後の川島町現各務原市）教育長に就任。
- 1955年（昭和30年）4月：川島村村長に就任。
- 1956年（昭和31年）10月：川島村が町制施行を行うとともに、川島町町長に就任。
- 1983年（昭和58年）4月：川島町町長を退任。
- 1983年（昭和58年）5月：川島町名誉町民。

## 業績
28年に渡り川島村、川島町の首長として、木曽川の架橋（河田橋、川島大橋、小網橋、渡橋）、エーザイの誘致を実現した。又、社会教育、学校教育に熱心であり、川島小学校新築時には、昭和50年代前半としては最先端の設備（コンピュータやビデオ等）を導入している。
助役を廃止するといった、今日での行政のスリム化を行っていた。